# Codex Cumanicus

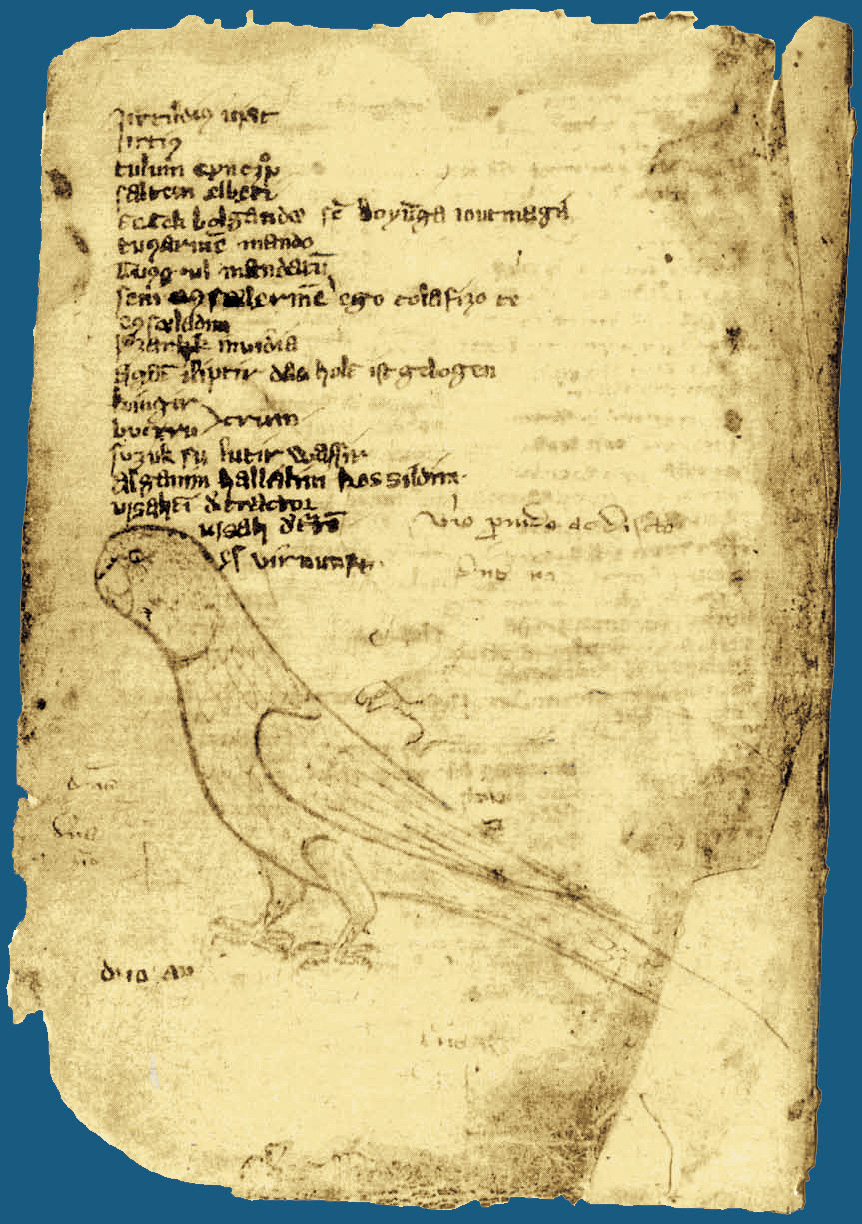
Codex Cumanicus

Der Codex Cumanicus ist eine zweiteilige Handschrift aus dem Jahr 1330.
Der erste Teil (folio 1r-55v) ist ein dreisprachiges Wörterbuch Latein – Persisch – Kumanisch in lateinischer Transkription. Der zweite Teil (folio 56r-82v) enthält Wortschatzsammlungen, verschiedene Gebete, Rätsel und andere Kurztexte, auch kumanisch-spätmittelhochdeutsche Wortlisten.
Der Codex ist in einer einzigen Abschrift erhalten und in lateinischer Schrift. Wahrscheinlich wurde er von italienischen Kolonisten auf der Krim und deutschen Franziskanern im ‘tatarischen Vikariat’ zusammengestellt. Er ist das wichtigste Sprachdenkmal der türkischen Stämme, die im Mittelalter unter dem Namen Kumanen, Komanen oder Kiptschaken (russ. Polovzer) bekannt waren.
Die Handschrift befindet sich heute in Venedig in der Biblioteca Marciana, Signatur Marciano Lat. Z. 594=1597.